# 卡爾頓大學
卡爾頓大學（英語：Carleton University），又譯卡爾登大學，是一所位於加拿大安大略省渥太華的綜合性大學。學校於1942年創立，當時名為卡爾頓學院。大學名稱源自安大略省卡爾頓郡，該郡已改制為渥太華市。卡爾頓郡則命名自第一代多爾切斯特男爵蓋伊·卡爾頓，他曾在1786年至1796年擔任加拿大總督。
學校早期沒有固定的校區，多半租借課室來上課，1946年，卡爾頓學院遷往格利伯原本渥太華女子學院的校址，並於1952－1953年取得現址使用權。卡爾頓大學在1946年正式頒發第一個學位，為新聞與公共行政學。
現今，卡爾頓大學是一所綜合性大學，提供超過65個科系，包括新聞系、電影學系、大眾傳播學系、電腦工程學系、生化系、語言學系、商學院、建築系等。目前任職的教授與講師約有2,000人，學生人數約23,000人，其中有來自147個國家的國際學生，以及交換教授。卡爾頓大學提供普通學士學位、榮譽學士學位、碩士學位和博士學位。每年卡爾頓大學在加拿大Macleans雜誌的综合性大学排名裡保持在前八名以內，近年来常跻身前五名。

## 歷史

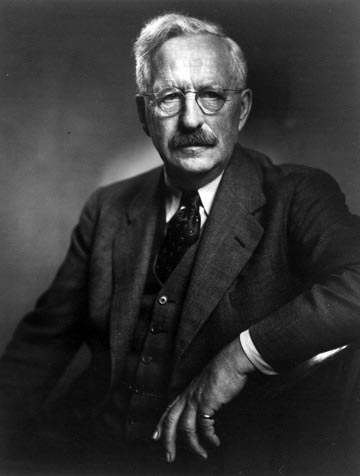
卡爾頓第一任校長Henry Marshall Tory

卡爾頓學院在二次世界大戰期間的1942年由渥太華促進學習協會建立。在初期，卡爾頓學院只提供九種公共行政學的課程以及基礎大學課程。1945年戰爭結束後，許多軍人返回家鄉重拾書本，卡爾頓學院也因應讓更多退役軍人能夠學習而增設新的課程與科系。文學院與理學院在這期間創立，新增科系包含新聞學和一年期工程學。
早期的課堂於多間租來的地方開辦。1946年，卡爾頓學院遷到格利伯區的前渥太華女子學院舊址，同時在這一年卡爾頓學院首次授予了學位——新聞與公共行政學。
在早期，學院面臨經濟壓力。由於沒有足夠的經費，大多都靠社區樂捐或補助來紓困財務危機。當時因為第二次世界大戰剛結束，所以學費並不貴，而且卡爾頓學院也提供補助款給繼續升學的退役軍人。當時，大部分教授的正職都是公務員，教學只是兼職工作，只有少部分的人願意全心投入教職。大部分的正職教授都是剛出社會的年輕學者或者簽了終身聘用合約的資深教授。

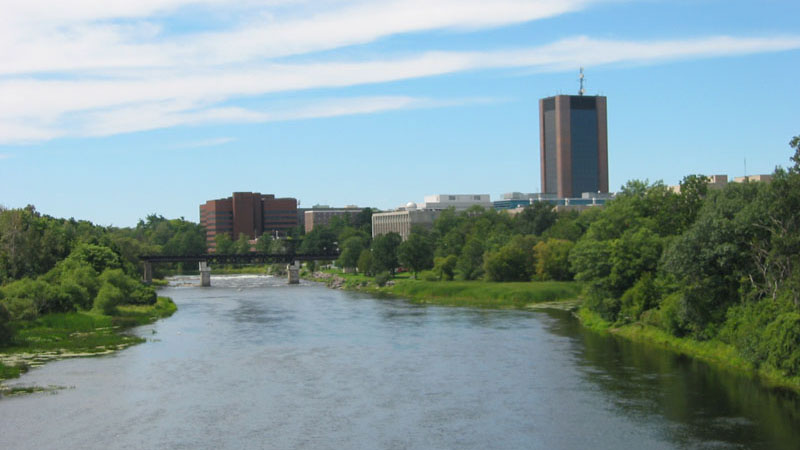
校園

1952年，安大略省議會通過了《卡爾頓學院法令》。卡爾頓學院成了安大略省第一家非宗教派系學院。在同年，卡爾頓學院也取得了麗都運河與麗都河交會處的62公頃土地。這塊土地也是現在校區的所在地。部分土地是由渥太華商人Harry Stevenson Southam捐獻。新校區在1953年開始動工興建校舍。
卡爾頓學院在1957年正式由政府授予大學認證。1957年《卡爾頓學院法令》修訂，正式將卡爾頓學院升格為卡爾頓大學。
卡爾頓大學的麗都新校區在經歷了六年的建造，終於在1959年完工。其中有三棟在1959年建造的建築物：MacOdrum圖書館、Norman Paterson禮堂和Henry Marshall Tory館，至今依然保存著。其後，卡爾頓大學陸陸續續建造更多新的教學大樓，以符合高等教育的需要。
1967年，天主教St. Patrick學院與卡爾頓大學合併。

## 學院

### 文學暨社會科學院
於1945年創立，當初學院名稱為The Faculty of Arts and Science。但隨著文學和社會科學的崛起，在1997年，正式改名為The Faculty of Arts and Social Science。
現今，文學暨社會科學學院提供30種領域供學士生、碩士生與博士生學習。院長為Dr. John Osborne。2010年本科生人數為6,110，研究生人數為778。本學院有318位教職人員與68位的行政人員。
目前的院长是Dr. L Pauline Rankin
- ArtsOne
- 卡爾頓大學藝術畫廊]
- 教育措施中心（包括富集支援計劃）
- 人文學院（包括本科人文，希臘和羅馬研究所，宗教）
- 英語與文學系
- 法文系
- 地理系與環境研究
- 歷史系
- 哲學系
- 心理學系
- 社會學和人類學系
- 研究所的比較研究文學，藝術和文化
- 非洲研究學院
- 認知科學研究所
- 跨學科研究學院（包括兒童研究，指導跨學科研究，人權）
- Pauline Jewett學院婦女與性別研究
- 藝術和文化(包括藝術史，電影系，音樂系)
- 加拿大研究學院
- 語言學院(包含應用外語,ESL,語言學)

### 工程與設計學院
工程暨設計學院於1945年創立，但當時並列在文學暨科學學院裡面。在1963年正式從文學暨科學學院裡面跳出來，工程學院正式創立。在1968年，加入了建築之後，1973年又增加了工業設計系。更在1988年成立了加拿大大學第一个航天航空工程系。之後又陸陸續續推出許多新穎的科系，如環境工程、資訊科技等。目前的院長是Dr. Larry Kostiuk。
- 土木及環境工程系（页面存档备份，存于）
- 電子系（页面存档备份，存于）
- 機械與航天航空工程系（页面存档备份，存于）
- 系統和電腦工程系 （页面存档备份，存于）
- 建築學院和城市化工程學院[]
- 工業設計（页面存档备份，存于）
- 資訊科技學系（页面存档备份，存于）

### 研究生學院
研究生學院每年提供超過100種領域科系給3,000位研究生就讀。研究生在卡爾頓校園裡扮演著重要的角色——每年推陳出新的研究論文與新發現。也因為如此，研究生院每年在全國裡與國際間尋找最優秀的研究學生。
每年優質的研究生留住頂尖的教授學者，更新穎更多新的教職人員來卡爾頓任教。教授與學生們透過課堂上的學習與交流激盪出更多新的想法與觀點，讓雙方在各自的研究上有新的發現。
研究生在學校除了扮演學生的角色外，他們更藉由輔導課程來貢獻專業知識給本科生。透過輔導課程，研究生能夠提升自我表達和教學經驗。
卡爾頓大學與政府機關、文化團體、工業、研究等非政府組織有密切的合作，能提供給研究生更多的學習與就業機會。
目前的院長為Dr. John Shepherd。
- 碩士課程 （页面存档备份，存于）
- 博士課程 （页面存档备份，存于）
- 證書與證照 （页面存档备份，存于）

### 公共事務學院
公共事務學院於1997年創立，主要將涉及組織、政策和與公民社會互動的（包含政府、非營利組織與商業）相關科系匯聚在一起。
如此特別的管理架構孕育了跨領域研究與互通合作學習。這裡面包含原先創立的科系（經濟、法律、政治），跨科系（國際關係、新聞傳播學系、公共政策與管理學系），跨科系學院（犯罪學系、政治經濟學系等）。上述的科系致力於私人市場、公共關係、志願部門等相關研究。
1997年除了創立公共事務學院外，也設立傳播學博士學位。1999年阿瑟克羅傑公共事務學院正式成立。目前的院長是Dr. Brenda O’Neill。
- 阿瑟克羅傑公共事務學院
- 新聞暨傳播學院
- 諾曼派特森國際事務學院（页面存档备份，存于）
- 經濟系（页面存档备份，存于）
- 法律系（页面存档备份，存于）
- 政治學系（页面存档备份，存于）
- 犯罪學研究所和刑事司法（页面存档备份，存于）
- 歐洲，俄羅斯和歐亞學（页面存档备份，存于）
- 政治經濟研究所（页面存档备份，存于）
- 公共政策與管理學院（页面存档备份，存于）
- 社會工作學院（页面存档备份，存于）

### 理學院
在1945年，理學院與文學院並在一起，為Faculty of Arts and Science。但十八年之後，理學院在1963年成為獨立學院。
目前院長為Dr. John Armitage。學生人數為2,253人（本科生人數為1,863,研究生為417）。目前有132位教職員與61名行政人員。
- 生物系（页面存档备份，存于）
- 化學系（页面存档备份，存于）
- 地球科學系（页面存档备份，存于）
- 物理系（页面存档备份，存于）
- 生物化學研究所（页面存档备份，存于）
- 環境科學研究所
- 綜合科學研究所（页面存档备份，存于）
- 電腦科學系（页面存档备份，存于）
- 數學與統計學院（页面存档备份，存于）
- 科技，社會，環境研究

### 斯普羅特商學院
卡爾頓大學的斯普羅特商學院是第一個在加拿大提供國際商務學士（BIB）的學院。
在國際商務科系（BIB）的學生規定要有第二語言的基礎，並在大三，大四赴他國交換（如：中國、日本、法國、德國、西班牙等國家）學習以增進語文能力和國際商業知識。
商學士（榮譽）學生可以選擇主修：
- 會計
- 金融
- 國際商業
- 人力管理
- 行銷
- 信息系統
- 運營管理

國際商務學士BIB（榮譽）學生可以選擇主修：
- 國際行銷與貿易
- 戰略管理與國際人力資源
- 國際投資,財務金融和銀行

## 書籍出版
卡爾頓大學出版社於1982年成立，致力於加拿大歷史，社會與公共機關團體。現今，卡爾頓大學出版社由McGill-Queen's University Press經營。所有由卡爾頓大學出版的書籍，可透過McGill-Queen's University Press購買。

## 校園資源
卡爾頓大學圖書館－MacOdrum Library，命名自榮譽校長Murdoch Maxwell MacOdrum。館內有近三百萬本的藏書與文物。其他圖書館包含：政府文件收藏館、地理資訊系統（GIS）收藏館以及特別收藏與檔案館。
校園內有兩處資源中心：視聽資源中心以及歐洲與俄國研究資源中心。

## 榮譽
- 卡爾頓大學是加拿大第一間創立新聞學系和公共管理學系的學校。
- 2013年加拿大Macleans雜誌，卡爾頓大學在綜合大學項目排名第6名。[7]
- 2010年英國泰晤士報大學排名，卡爾頓大學全球排名第201，加拿大大學第10名。
- 2008年THES QS World University Rankings世界500大大學裡，卡爾頓大學排名第346名。
- 2007年由上海交通大學出版的Academic Ranking of World Universities裡，評選為世界500大大學之一。卡爾頓坐落於305-401名之間。
- 2007年 Foreign Affairs 外交出版刊物，卡爾頓大學的Norman Paterson 國際事務學院排名全北美第二。
- 根據Kalaitzidakis et al的報告中，加拿大共有15間大學入圍世界200大經濟系所，而卡爾頓是其中一間。
- 在Princeton Review由Dr. Jack Gourman編撰的Gourman Report (1998)第10版裡，卡爾頓大學在加拿大60所大學裡排名第7。
- 卡爾頓大學的物理學系在由Thompson Scientific 出版的Science Watch newsletter2000-2004年裡面排名加拿大第一。
- 政治學系在Research Infosource Inc.的加拿大綜合大學裡排名第一。
- 大學的男子籃球隊兩次榮獲加拿大CIS盃五連霸（2003-2007和2011-2015），是該賽事史上奪冠次數最多的球隊。

## 學生生活

### 兄弟會與姐妹會
卡爾頓大學擁有許多當地與國際性的兄弟會和姐妹會,但是這些組織都沒有被卡爾頓大學正式承認. 雖然如此,Carleton University Greek Council(裡面的成員基本上都是兄弟會與姐妹會)是被大學學生會正式承認的組織.這些兄弟會和姐妹會在校園與地方社區內非常活躍,成員們時常舉辦或參與募款活動,校園環境整理,等. 兄弟會與姐妹會的成員往往也在其他的學生組織,如RRRA,CUSA,CUSA,擔任重要的職務,管理諸多校園議會等活動.
兄弟會
1. Acacia Fraternity
2. Alpha Epsilon Pi
3. Beta Theta Pi
4. Kappa Sigma
5. Sigma Pi
6. Tau Kappa Epsilon
7. Omega Psi Phi

姐妹會
1. Alpha Omicron Pi
2. Delta Psi Delta
3. Phi Sigma Sigma
4. Tau Sigma Phi（页面存档备份，存于）

### 體育運動
- 卡爾頓大學休閒運動中心(PRC)提供許多室內與室外的休閒運動設施，如健身房、游泳池、籃球場、網球場、冰球場等，供運動員以及一般學生民眾使用。休閒運動中心更提供運動課程以及醫療諮詢等專業服務。
- 卡爾頓大學的校際運動球隊名稱為Carleton Ravens，名稱源自學校的吉祥物烏鴉。
- 渥太華足球隊Ottawa Furry的主場Keith Harris Stadium就位於卡爾頓大學的校園內。

## 知名校友
- 約翰·曼利（英语：John Manley），前任加拿大副總理及加拿大財政部長（2002-2003）
- 彼得·麥凱，前任加拿大國防部長（2007-2013）
- 格雷格·弗格斯，現任加拿大眾議院議長（2023-）
- 司马慧，现任安大略省官方反对党领袖 (2023-)
- 吉姆·沃森，第56任渥太華市長
- 羅柏特·福特，第64任多伦多市长
- 毛孟静，香港立法会前议员
- 彼得·格林贝格，2007年诺贝尔物理奖获得者
- 蒲立本，已故的加拿大汉学家，生前是不列颠哥伦比亚大学亚洲研究系教授
- 陈启泰，香港演员
- 童道驰，前三亚市委书记

## 外部連結
- 卡爾頓大學（页面存档备份，存于）